# Gerador de som
Um gerador de som é um objeto vibrante que produz um som.  Há dois principais tipos de geradores de som(assim, dois tipos principais de Instrumento musicalis).
Um ciclo completo de uma onda sonora irá ser descrito em cada exemplo que consiste de condições iniciais normais(sem flutuações na pressão atmosférica), um aumento da pressão do ar, uma subsequente diminuição na pressão do ar que traz de volta ao normal, uma diminuição na pressão do ar (menos pressão que condições iniciais), e por fim, um aumento que traz a pressão atmosférica de volta ao normal novamente.  Portanto, as condições finais são as mesmas que as iniciais, em condições de repouso.
O primeiro tipo é simples e é chamado o pistão vibrante ou oscilante.  Exemplos deste tipo de gerador de som incluem a placa de som de um Piano, as superfícies do Tambores e do Prato (instrumento musical), o diaphragm do alto-falante , etc.  O movimento para frente de alguma coisa entre a atmosfera causa um imediato aumento na pressão do ar (compressão) ou condensação no ar adjacente ao pistão.  Um ciclo completo, ou uma onda sonora completa, consiste em um aumento da pressão no ar, uma subsequente diminuição da pressão então a pressão volta ao normal, e uma seguinte diminuição na pressão do ar chamada rarefaction.  Um ciclo completo é produzido quando um tambor é atingido uma vez com força.
O segundo tipo de gerador de som é o método utilizado por Instrumento de sopros, tal como o trombetas.   No começo do ciclo, a pressão do som é normal.  Depois, uma abertura chamada uma abertura (tais como a abertura do bocal de um trompete) é parcialmente aberto e uma pequena corrente de ar sob pressão é libertado.  No segundo passo de um ciclo completo, a válvula é completamente aberta e a pressão é no máximo.  No terceiro ciclo, a válvula é parcialmente fechada, e a pressão tem diminuído ao valor máximo.  Depois, a válvula é fechada e a pressão é a mesma como a pressão atmosférica normal, sem ser perturbado.  Assim, um ciclo completo é produzido.  Isto acontece muito rapidamente na vibração dos lábios (i.e., a "válvula" acima mencionada) como eles rapidamente abrem ou fecham (ou vibram).  Mais exemplos deste tipo de instrumento de som incluem sirenes, órgãos, Saxofones, e Trombones.